# سيلهرست بارك
سلهارست بارك هو ملعب كرة قدم يقع في ضاحية جنوب نوروود، لندن، المملكة المتحدة، يتسع لجلوس 26,255 متفرج. بدأ بناء الملعب في 1924 وافتتح في أغسطس 1924. يعتبر حالياً الملعب البيتي لنادي كريستال بالاس الذي يلعب في الدوري الإنجليزي الممتاز.